# Parque Natural Regional de Vercors
O Parque Natural Regional de Vercors (em francês: Parc naturel régional du Vercors, pronúncia em francês: [paɾk natyɾɛl ɾeʒjɔnal dy vɛɾkɔɾ]) é uma área protegida de montanhas arborizadas em Rhône-Alpes região do sudeste da França.

## Geografia
Situado em um platô de calcário ao sul de Grenoble, o parque se estende até os Alpes Ocidentais. Ele abrange dois departamentos, Drôme e Isère, e cobre uma área total de 135.000 hectares. A elevação principal do platô atinge 1.000 metros, enquanto a cordilheira alpina oriental chega a 2.300 metros com o Grand Veymont (2.341 metros).
A área de Vercors é repleta de cavernas. Durante a Segunda Guerra Mundial, ela serviu como uma posição segura e protegida para a Resistência Francesa: Forteresse de la Résistance. A área agora contém cerca de trezentos monumentos à Resistência, incluindo um centro memorial e os restos preservados de uma vila destruída. 
Nos tempos modernos, Vercors se tornou um destino turístico popular, frequentado para esqui, caminhadas e espeleoturismo. Várias pequenas comunas espalham-se pela paisagem, sustentadas principalmente pela silvicultura, pastoreio e turismo. A área foi oficialmente designada como um parque natural regional em 1970.

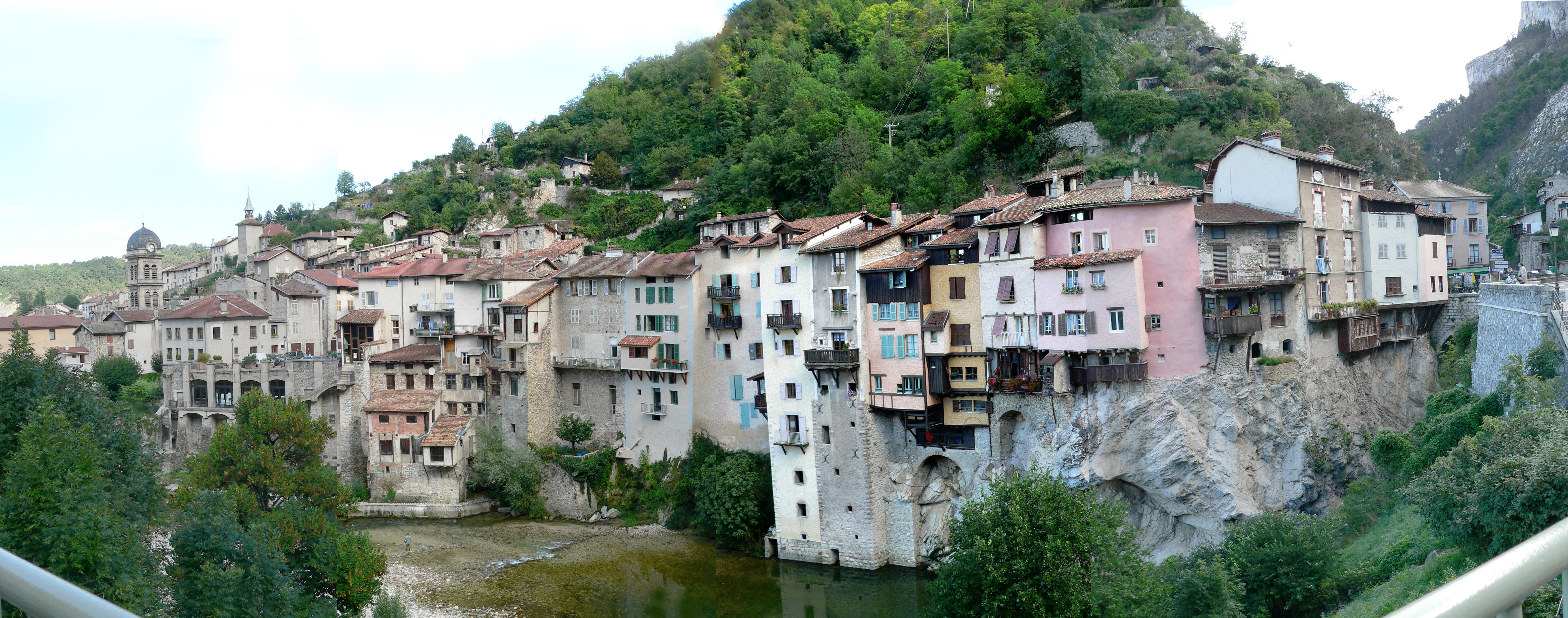
Vilarejo de Pont-en-Royans, situado na borda de Vercors

## Comunas integrantes
A área do parque de Vercors inclui as seguintes comunas:
| - Auberives-en-Royans - Autrans - Beaufort-sur-Gervanne - Beauvoir-en-Royans - Bouvante - Chamaloc - Château-Bernard - Châtelus - Châtillon-en-Diois - Chichilianne - Choranche - Clelles - Cognin-les-Gorges - Combovin - Corrençon-en-Vercors - Crest - Die - Échevis - Engins - Gigors-et-Lozeron | - Glandage - Grenoble - Gresse-en-Vercors - Izeron - La Chapelle-en-Vercors - La Motte-Fanjas - La Rivière - Lans-en-Vercors - Laval-d'Aix - Le Chaffal - Le Gua - Léoncel - Lus-la-Croix-Haute - Malleval-en-Vercors - Marignac-en-Diois - Méaudre - Miribel-Lanchâtre - Le Monestier-du-Percy - Montaud - Omblèze - Oriol-en-Royans | - Percy - Plan-de-Baix - Ponet-et-Saint-Auban - Pont-en-Royans - Presles - Rencurel - Rochechinard - Romans-sur-Isère - Romeyer - Rovon - Saint-Agnan-en-Vercors - Saint-Andéol (Drôme) - Saint-Andéol (Isère) - Saint-André-en-Royans - Saint-Gervais - Saint-Guillaume - Saint-Jean-en-Royans - Saint-Julien-en-Quint - Saint-Julien-en-Vercors - Saint-Just-de-Claix - Saint-Laurent-en-Royans | - Saint-Marcellin - Saint-Martin-de-Clelles - Saint-Martin-en-Vercors - Saint-Martin-le-Colonel - Saint-Michel-les-Portes - Saint-Nazaire-en-Royans - Saint-Nizier-du-Moucherotte - Saint-Paul-lès-Monestier - Saint-Pierre-de-Chérennes - Saint-Romans - Saint-Thomas-en-Royans - Saint-Paul-de-Varces - Sainte-Croix - Sainte-Eulalie-en-Royans - Treschenu-Creyers - Vachères-en-Quint - Vassieux-en-Vercors - Villard-de-Lans - Vinay | - Claix - Fontaine - Noyarey - Saint-Quentin-sur-Isère - Sassenage - Seyssinet-Pariset - Seyssins - Varces-Allières-et-Risset - Veurey-Voroize |